# Camptosaurus
Đừng nhầm lẫn với Camposaurus.
Camptosaurus (/ˌkæmptəˈsɔːrəs/ KAMP-to-SAWR-əs) là một chi khủng long ăn thực vật sống vào kỷ Jura, khoảng từ Bắc Mỹ. Hai chân trước của nó có một móng vuốt sắc nhọn để tự vệ.